# Torre Cuscatlán
Torre Cuscatlán (previamente Torre Democracia y Torre Citi) es una torre de oficinas ubicada en Antiguo Cuscatlán, El Salvador. En la década de los años 1990 fue la torre más alta del país, aunque en la actualidad sigue siendo de los edificios más altos de El Salvador. Fue terminado en 1989, tiene una altura de 79 metros (259.18 pies) y cuenta con 19 pisos cada uno de aproximadamente 4 metros de altura.

## Detalles de la obra
Ricardo Jiménez Castillo, quien es considerado uno de los arquitectos más representativos de El Salvador, fue el encargado de diseñar la torre. De acuerdo al gerente técnico de  Inversiones Bolívar, Óscar Cornejo, uno de los grupos encargados de la construcción del edificio, se utilizó el método de "mesas volantes", que consisten en estructuras de aluminio con madera que se rellenan de concreto” para edificar la construcción.
Está influenciada por un estilo moderno, diseñada con un exterior compuesto enteramente por vidrio reforzado y un interior formado por aluminio y hormigón armado. Una de las características más llamativas de su diseño son las tres estructuras diagonales que se mezclan a lo largo de la altura del edificio, que a su vez están coronadas con plantas. 
El edificio que durante algún tiempo fuera el más alto de El Salvador, sigue siendo una de las torres más altas de la ciudad. Fue construido en un inicio para albergar oficinas gubernamentales en el período del presidente José Napoleón Duarte, y se denominó como Torre Democracia; pero debido a numerosos ataques por parte de la guerrilla durante el periodo de la guerra e intentos de derribo que solo acabaron con la mayor parte de su superficie exterior rota, entró en desuso, fue vendido posteriormente al Banco Cuscatlán en 1998 y cambió su nombre a Torre Cuscatlán, cuando el banco fue vendido al norteamericano Citibank en julio del 2007, que cambió por tercera vez su nombre a Torre Citibank El Salvador y pasó a ser la sub-sede regional de Citibank en Centroamérica.
Como diseño arquitectónico, la torre ha sido criticada por varios arquitectos locales, debido al empleo de vidrio en su superficie exterior y su emplazamiento a 45 grados respecto al norte, ambos factores potencian la incidencia solar al interior del edificio provocando temperaturas relativamente altas, este fenómeno que es intensificado por el efecto invernadero del vidrio, se corrige mediante la inyección de aire acondicionado pero debido al esfuerzo al que el equipo está sometido, el consumo energético es alto en relación con el volumen que ocupa. Citibank El Salvador únicamente utilizó los pisos inferiores para una de sus agencias, al día de hoy Torre Cuscatlán ocupa 15 de los 19 pisos.
El 2016 pasó nuevamente a denominarse Torre Cuscatlán, al retornar el nombre de Banco Cuscatlán en manos del Grupo Terra de origen hondureño. Inversiones Financieras Imperia Cuscatlán quien es subsidiaria de Grupo Terra, fue la encargada de la adquisición de las acciones de Citigroup.

### Detalles
- Ubicación: Bulevar Los Próceres
- Pisos: 18 sobre tierra
- pisos: 1 subterráneo
- Altura: 79 m (285.76 pies)
- Fecha de inicio: finales de 1987
- Fecha de entrega: finales de 1988
- Instalaciones: estacionamiento, zonas verdes, azotea, 100% cristal.

## Anexos
- Anexo:Edificios de El Salvador
- Anexo:Edificios más altos de Centroamérica